# Vulkanoidy
Vulkanoidy jsou hypotetické skupiny planetek, které mohou obíhat v dynamicky stabilní zóně mezi 0,08 a 0,21 AU od Slunce, uvnitř dráhy Merkura. Pojmenování dostaly po hypotetické planetě Vulkán, kterou hledali astronomové 19. století, aby vysvětlili stáčení perihelia planety Merkur – prakticky všechny anomálie v dráze Merkura však byly později vysvětlené všeobecnou teorií relativity.
Pokud budou Vulkanoidy objevené a budou mít předpokládané albedo (odrazivost povrchu), jejich velikost by neměla přesahovat 60 km. Dosavadní hledání, během nějž se žádné takové planetky nenašly, mělo tuto rozlišovací schopnost. Při jejich hledání astronomové zápasí s tím, že by měly být úhlově velmi blízko k Slunci a proto se dají pozorovat jen velmi brzo po západě Slunce nebo těsně před jeho východem. Proto se nejnovější výzkumy uskutečňují pomocí letadel F-18, které jednak mohou letět déle v stínu Země, jednak také částečně eliminují atmosférické šumy. V budoucnosti se vkládají naděje do mise MESSENGER a též do malých kosmických teleskopů, které by měly vyhledávat blízkozemní planetky.